# Estêvão Silva

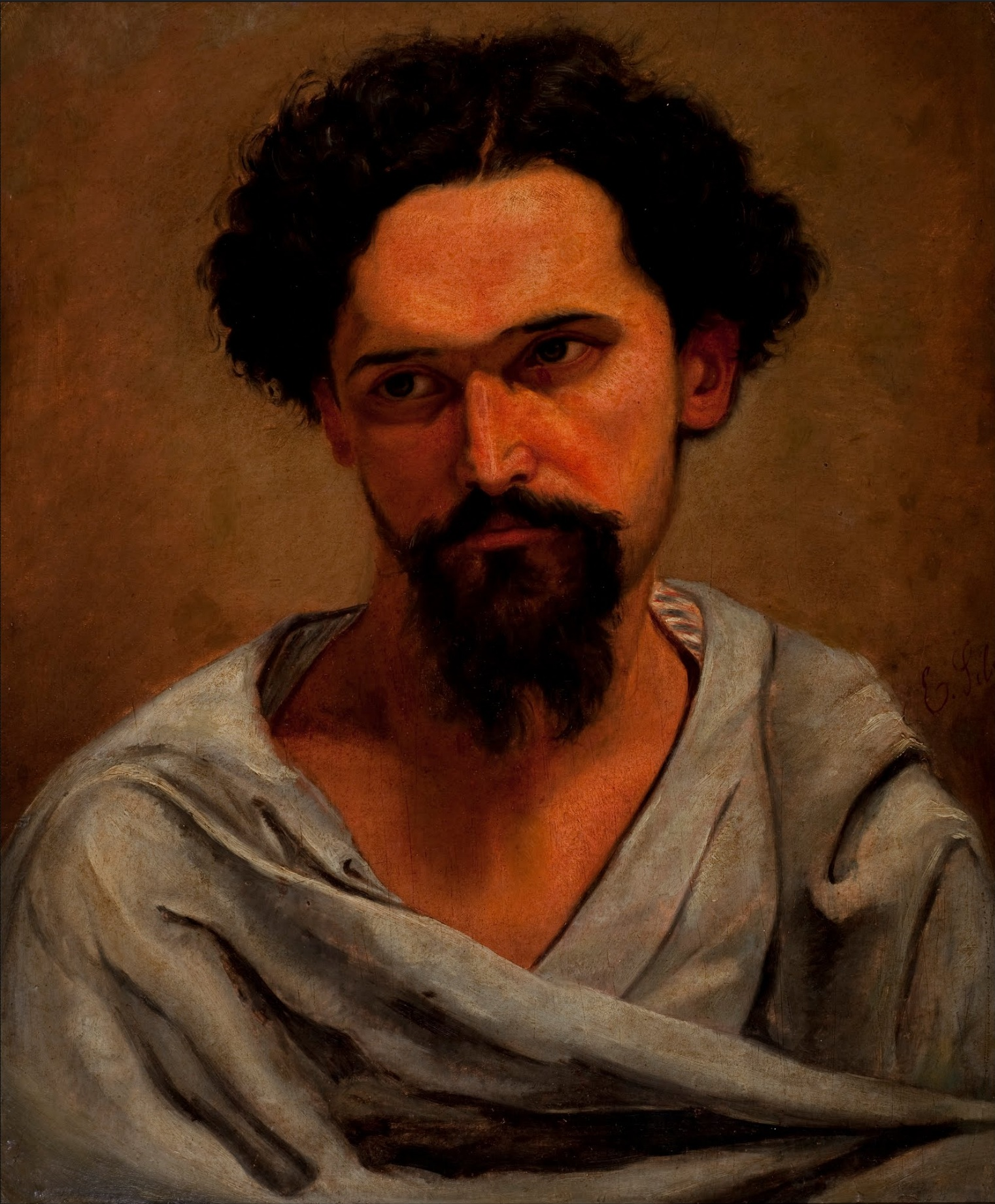
Retrato de Castagneto (1885), por Estêvão Silva.

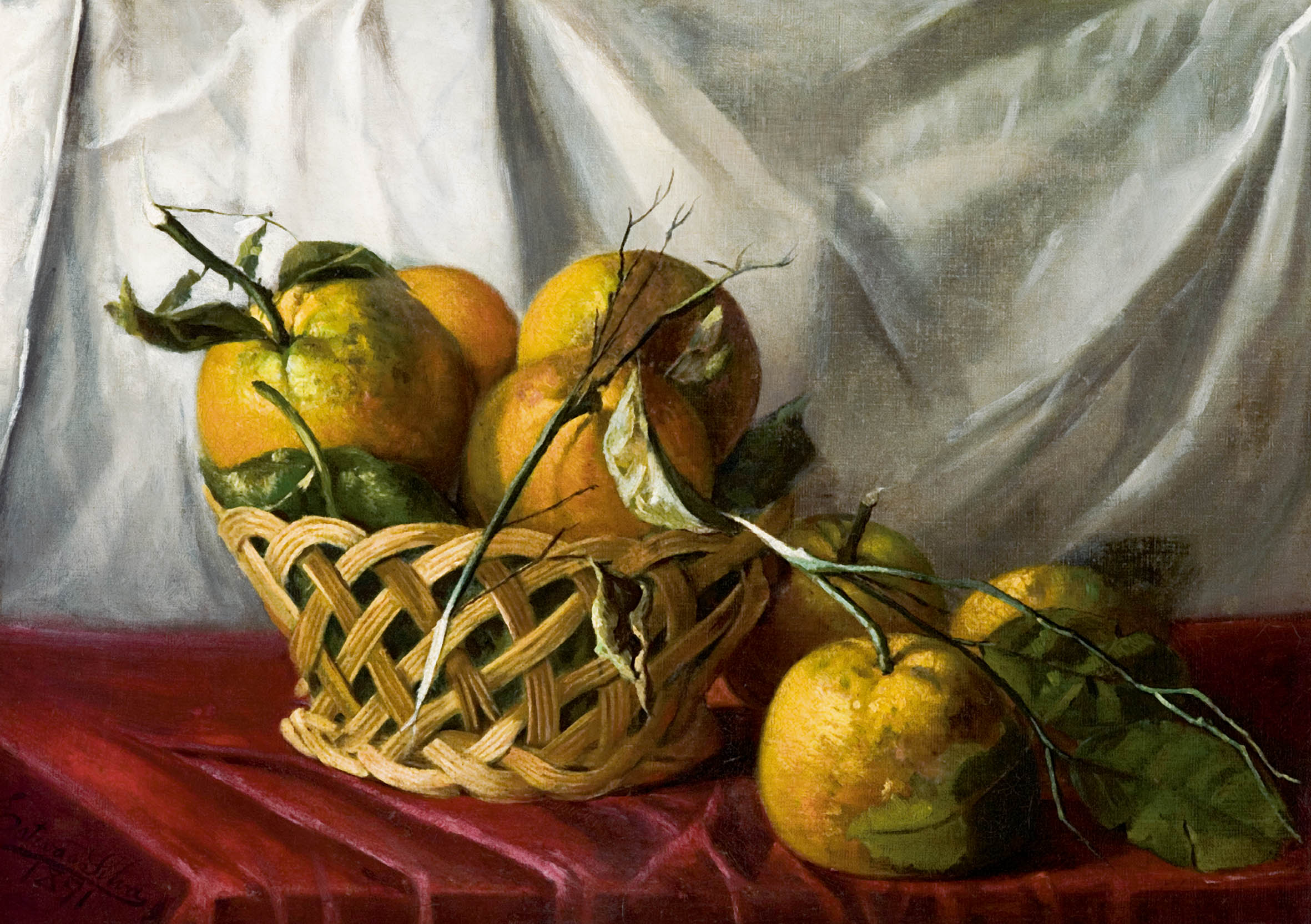
Natureza-morta (1891). Pintura de Estêvão Silva no Museu Afro Brasil, São Paulo.

Estêvão Roberto da Silva (Rio de Janeiro, 26 de dezembro de 1845 - Rio de Janeiro, 9 de novembro de 1891) foi um importante pintor, desenhista e professor brasileiro da segunda metade do século XIX. Primeiro pintor negro de destaque formado pela Academia Imperial de Belas Artes, notabilizou-se por suas naturezas-mortas, sendo considerado um dos maiores expoentes da arte brasileira no gênero.

## Vida e obra
De origem humilde, era filho de Vítor Roberto da Silva e Ana Rita da Silva, escravizados ou ex-escravizados. Seu lugar de nascimento é desconhecido, sabendo-se apenas que foi batizado em Niterói. Apesar da difícil situação econômica, que não era incomum entre os colegas, iniciou seus estudos na Academia Imperial de Belas Artes, no Rio de Janeiro, por volta de 1863, onde foi contemporâneo dos pintores Almeida Júnior, Rodolfo Amoedo, Belmiro de Almeida, Antônio Firmino Monteiro e do escultor Rodolfo Bernardelli. Foi muito influenciado por Agostinho José da Mota, destacado pintor de naturezas-mortas, com quem teve aulas na Academia. Especializou-se na pintura de flores e frutos tropicais, que constitui parte substancial de sua obra.
Como professor, Silva lecionou no Liceu de Artes e Ofícios do Rio de Janeiro. Na década de 1880, ligou-se ao Grupo Grimm, identificando-se com a proposta inovadora de seus membros à época: o estudo da natureza através da observação direta e a pintura ao ar livre. Não chegou, entretanto, a romper com os padrões estéticos da Academia. Além de naturezas-mortas, executou alguns retratos (como o do pintor Castagneto) e pinturas de temas históricos (A Lei de 28 de setembro), religiosos (São Pedro) e alegóricos (A Caridade), entre outros.